# Fraunhoferovy čáry

Intenzita různých vlnových délek slunečního světla na modrém nebi poblíž horizontu. Ty vlnové délky, kde se graf propadá, odpovídají Fraunhoferovým čarám.

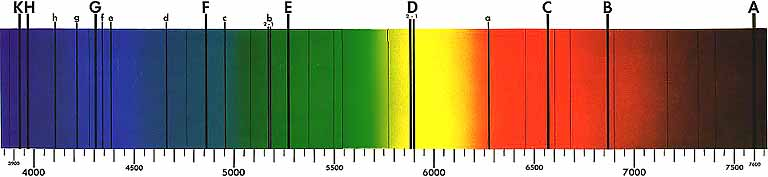
Fraunhoferovy čáry

Fraunhoferovy čáry jsou významné spektrální čáry ve viditelné části elektromagnetického spektra a jejím blízkem okolí. Nesou jméno německého optika Josepha von Fraunhofera, který se významně zasloužil o jejich prozkoumání.
V roce 1802 si anglický chemik William Hyde Wollaston všiml, že na některých místech slunečního spektra je světlo rázem slabší než by mělo být. Joseph von Fraunhofer v roce 1814 tyto mezery v intenzitě slunečního světla znovuobjevil a začal pečlivě zkoumat a měřit jejich vlnové délky. Nakonec byly vlnové délky, na kterých se nacházely dané propady v intenzitě, nazvány Fraunhoferovy čáry. Během života objevil Fraunhofer na 570 spektrálních čar a díky moderním přístrojům můžeme zjišťovat rychle tisíce takových spektrálních čar.
Hlavní Fraunhoferovy čáry jsou označeny písmeny A, B, C, D, E, F, G, H, K. Pro označení slabších čar se používají další písmena abecedy. Zde jsou uvedeny vlnové délky Fraunhoferových čar v nanometrech:
| Označení  | Prvek | Vlnová délka (nm) |
| --------- | ----- | ----------------- |
| y         | O2    | 898,765           |
| Z         | O2    | 822,696           |
| A         | O2    | 759,370           |
| B         | O2    | 686,719           |
| C         | Hα    | 656,281           |
| a         | O2    | 627,661           |
| D1        | Na    | 589,592           |
| D2        | Na    | 588,995           |
| D3 nebo d | He    | 587,5618          |
| e         | Hg    | 546,073           |
| E2        | Fe    | 527,039           |
| b1        | Mg    | 518,362           |
| b2        | Mg    | 517,270           |
| b3        | Fe    | 516,891           |
| b4        | Mg    | 516,733           |

| Označení | Prvek | Vlnová délka (nm) |
| -------- | ----- | ----------------- |
| c        | Fe    | 495,761           |
| F        | Hβ    | 486,134           |
| d        | Fe    | 466,814           |
| e        | Fe    | 438,355           |
| G'       | Hγ    | 434,047           |
| G        | Fe    | 430,790           |
| G        | Ca    | 430,774           |
| h        | Hδ    | 410,175           |
| H        | Ca+   | 396,847           |
| K        | Ca+   | 393,366           |
| L        | Fe    | 382,044           |
| N        | Fe    | 358,121           |
| P        | Ti+   | 336,112           |
| T        | Fe    | 302,108           |
| t        | Ni    | 299,444           |

Později bylo zjištěno, že pokles intenzity odpovídající Fraunhoferově čáře je způsoben absorpcí světla ve fotosféře Slunce, některé však vznikají v atmosféře Země. Výrazná je čára C, která je způsobena vodíkem (ve spektrální klasifikaci se nazývá H{\displaystyle \alpha }), D neboli sodíkový dublet, k dalším patří čáry H a K, které jsou způsobeny ionty vápníku, kdežto A a B jsou způsobeny molekulami kyslíku v naší atmosféře
Vlnové délky Fraunhoferových čar jsou docela dobře určené a používají se jako normály pro určování indexu lomu. Většinou jsou indexy lomu látek určené pro lom paprsku světla o vlnové délce Fraunhoferovy čáry D (z toho se pak daný index lomu označuje nD).